# Kalpana Patowary
Kalpana Patowary (asamés : কল্পনা পাটোৱাৰী, bhoyapurí: कल्पना पाटोवारी ) (Barpeta, Assam, 27 de octubre de 1978) es una cantante de folk y playback india. Ha grabado canciones y música folclórica en varios idiomas indios, siendo la música Bhojpuri su género principal.

## Trayectoria
Patowary nació en una familia Yogi-Nath de la comunidad Nath sampradaya en el distrito de Barpeta en Assam. Patowary inició su carrera a los 4 años y recibió formación de Dipen Roy y Shikha Dutta para Sangeet Bisharad en música clásica indostánica en Bhatkhande Sangeet Vishwavidyalaya, Lucknow.
Se licenció en literatura inglesa y fue alumna del Cotton College de Guwahati. Se formó en música folclórica Kamrupiya y Goalporiya por su padre, el cantante folclórico Sri Bipin Nath Patowary, con el que empezó a cantar. También se formó como Sangeet Visharad en música clásica india de la Universidad del Instituto de Música Bhatkhande, en Lucknow. Ha interpretado muchas formas de música folclórica Bhojpuri, como Purvi, Pachra, Kajri, Sohar, Vivaah geet, Chaita y Nautanki.
A lo largo de su trayectoria musical en solitario, ha cantado en más de 32 idiomas, entre ellos el bhoshpuri, asamés, hindi, marati, bengalí e inglés. Patowary fue la primera cantante de Bhojpuri en introducir la antigua tradición Khadi Birha en plataformas internacionales. Fue la primera mujer en grabar y cantar en el estilo Chhaprahiya Purvi, un género anteriormente dominado por artistas masculinos.
En 2018 cantó en la ceremonia de cierre de los Juegos de la Mancomunidad en Queensland, Australia. Su debut como actriz fue en la película de Bhojpuri "Chalat Musafir Moh Liyo Re", interpretando el personaje de Janki junto a su coprotagonista Dinesh Lal Yadav. Participó en el reality show Junoon - Kuchh Kar Dikhaane Ka (2008) en NDTV Imagine.
En julio de 2018, Patowary se convirtió en miembro del Partido Popular Indio en una ceremonia que contó con la presencia de su presidente, Amit Shah, y el viceministro principal de Bihar, Sushil Modi, en Patna. En octubre de 2020, se afilió al Asom Gana Parishad durante un evento realizado en la sede del partido en Guwahati. En las elecciones a la Asamblea de Assam de 2021, Patowary se presentó como candidata en representación de Asom Gana Parishad del distrito electoral de Sarukheri.

## Reconocimientos
En 2013, Patowary apareció en el documental Bidesia in Bambai,  que muestra una perspectiva de Mumbai a través de los ojos de los trabajadores inmigrantes y su música.